# Motiamo
Motiamo est un village située au nord-est de la Côte d'Ivoire et appartenant au département de Bondoukou dans la Région du Gontougo. Il est un village de potières,,.